# Карп (герб)
Карп (пол. Karp, Carpio) — белорусский шляхетский герб и одноимённый шляхетский род.

## Описание
В поле лазоревом три шестиугольных звезды золотых: две рядом, а третья внизу. На шлеме четыре страусовых пера.

## Герб используют
Карп (be-tarask:Карпы) — белорусский дворянский род герба того же имени.
Их родоначальник, Карп Есифович, был забельским войтом в начале XVI века. Род Карп внесён в VI часть родословной книги Виленской губернии.
Также 14 родов
Jaxa, Karpienko, Rozanowski, Rożański, Tedwen, Tedwin, Tetwin, Tędwin, Toedwen, Zabohoński, Ziemliński, Zimliński, Żabogoński, Karpuszienko